# Єржиковський Олег Сергійович
Олег Сергійович Єржико́вський (нар. 26 березня 1939, Київ) — український живописець. Член Спілки художників України з 1971 року.

## Біографія
Народився 26 березня 1939 року в Києві. Син художників Сергія Єржиковського та Ніни Котек. 1963 року закінчив Київський художній інститут (викладачі В. Костецький, Г. Меліхов, К. Трохименко, І. Штільман).
Працював у Києві:
- у 1963—1969 роках — монументалістом у зональному Науково-дослідному інституті експериментального проектування;
- у 1969—1991 роках — у майстерні живописно-скульптурного комбінату; водночас у 1974—1976 роках на студії «Діафільм» «Укркінохроніки»;
- у 1992—1999 роках — головним художником фірми «Сапфір»[1].

Учасник мистецьких виставок від 1964 року.

## Твори
- панно:
  - «Наука минулого» (1965,  експериментальна школа № 183, Київ);
  - «Наука сучасності» (1965);
  - «Історія повітроплавання» (1970, Палац культури київського Авіазаводу);
- малюнки до діафільмів за мотивами казок братів Грімм «Хоробрий кравчик» і «Хлопчик-мізинчик» (1975);
- ювелірні прикраси:
  - «Народні орнаменти» (1992);
  - «Крила кохання» (1993);
  - «Супрематизм» (1994);
- нефритове яйце «Стародавній Київ» (1995);
- живопис:
  - «Ракетка» (1964);
  - «Ручний м’яч» (1966);
  - «Гайдамака» (1966);
  - «Двоє на ескалаторі» (1967);
  - «Зустріч ветеранів (Художник С. Єржиковський та Герой Радянського Союзу І. Зима)» (1968);
  - «Натюрморт із амбарним замком» (1970);
  - «Автопортрет» (1971);
  - «Київське подвір’я» (1971);
  - «Дніпро біля Осокорків» (1973);
  - «Мати» (1973);
  - «Робітничий патруль» (1978);
  - «Дружина» (1981);
  - «Зелене світло» (1987);
  - «Настя у випускній сукні» (1988);
  - «Півонії» (1997);
  - «Бузок» (1998);
  - «Н. Лисенко» (2001);
  - «Подружжя Лисенків» (2003);
  - «Яблука» (2004);
  - «Віддзеркалення. Новорічна ніч» (2005);
  - «М. Волощук» (2007).

Роботи зберігаються в музеях України, РФ, Польщі, Італії, Франції, Бельгії, США.